# Корона барона
Корона барона — корона звання і символ баронів.
У своїй простій формі це обруч, навколо якого намотана нитка перлів. Видно три повороти. Ця форма була загальною для Франції та Італії.
Корона була відома в Іспанії та Португалії з додатковими чотирма видимими перлинами по верхньому краю обруча.
Британська корона баронів розроблена більш ретельно. Як і корона всіх перів, ця має червоний капелюх із золотим дармовисом. Лоб, прикрашений шістьма (чотирма видимими) перлами, оточує шапку і знизу оброблена горностаєм. Однак скручена нитка перлів або прикрас на обручі відсутня. Корони рангу зазвичай носять на коронаціях британських монархів.

Нідерланди та Бельгія
Швеція
Іспанія
Португалія
Франція та Італія
Об'єднане Королівство
Бельгія